# پاناما در المپیک تابستانی ۲۰۲۴
کاروان المپیکی پاناما متشکل از ۸ ورزشکار برای شرکت در المپیک پاریس اعزام شدند. این ورزشکاران در ۶ رشتهٔ ورزشی به رقابت پرداختند. مسابقات از ۲۶ ژوئیه تا ۱۱ اوت ۲۰۲۴ (۵ تا ۲۱ امرداد ۱۴۰۳ خورشیدی) به میزبانی پاریس، پایتخت فرانسه برگزار شد.  نخستین حضور پاناما به المپیک تابستانی ۱۹۲۸ آمستردام بازمی‌گردد. ورزشکاران پاناما در پایان این مسابقات تنها یک مدال نقره کسب کردند و پاناما در جدول مدال‌های المپیک در جایگاه ۷۴ قرار گرفت.

## مدال‌آوران
| مدال | نام          | ورزش | رویداد          | تاریخ  |
| ---- | ------------ | ---- | --------------- | ------ |
| نقره | آتینا بایلون | بوکس | ۷۵ کیلوگرم زنان | ۱۰ اوت |

| ورزش  | 1 | 2 | 3 | مجموع |
| بوکس  | ۰ | ۱ | ۰ | ۱     |
| مجموع | ۰ | ۱ | ۰ | ۱     |

## شرکت‌کنندگان
ورزشکاران این کشور در رشته‌های ورزشی زیر در المپیک پاریس به رقابت با سایرین پرداختند.
| ورزش         | مردان | زنان | مجموع |
| ------------ | ----- | ---- | ----- |
| دو و میدانی  | ۱     | ۱    | ۲     |
| بوکس         | ۰     | ۱    | ۱     |
| دوچرخه سواری | ۱     | ۰    | ۱     |
| ژیمناستیک    | ۰     | ۱    | ۱     |
| جودو         | ۰     | ۱    | ۱     |
| شنا          | ۱     | ۱    | ۲     |
| مجموع        | ۳     | ۵    | ۸     |

## دو و میدانی
دو ورزشکار پانامایی (یک مرد و یک زن) توانستند استانداردهای ورودی المپیک پاریس را کسب کنند.
رویدادهای دو (مسیر و جاده)
| ورزشکار      | رویداد               | مقدماتی | مقدماتی | رپشاژ        | رپشاژ | نیمه‌نهایی | نیمه‌نهایی | فینال     | فینال     |
| ورزشکار      | رویداد               | نتیجه   | رتبه    | نتیجه        | رتبه  | نتیجه     | رتبه      | نتیجه     | رتبه      |
| ------------ | -------------------- | ------- | ------- | ------------ | ----- | --------- | --------- | --------- | --------- |
| آرتورو دلیزر | ۱۰۰ متر مردان        | ۱۰٫۳۵   | ۷       | —            | —     | راه نیافت | راه نیافت | راه نیافت | راه نیافت |
| جیانا وودراف | ۴۰۰ متر با مانع زنان | ۵۴٫۹۳   | ۵ص      | ۵۵٫۱۰ (٫۰۹۸) | ۳     | راه نیافت | راه نیافت | راه نیافت | راه نیافت |

## بوکس
یک بوکسور پانامایی نیز سهمیه حضور در این دوره از بازی‌ها را بدست آورد. آتئینا بیلون برای وزن ۷۵ کیلوگرم زنان در این رقابت‌ها حاضر بود. او تنها مدال‌آور پانامایی بود که پس از پیروزی در برابر رقبایی از قزاقستان، لهستان و کمیتهٔ بی‌طرف، در فینال در برابر حریف چینی ۴–۱ شکست خورد و مدال نقره را از آن خود کرد.
| ورزشکار      | رویداد          | یک شانزدهم             | یک چهارم نهایی         | نیمه‌نهایی                    | فینال                    | فینال |
| ورزشکار      | رویداد          | نتیجه رقیب             | نتیجه رقیب             | نتیجه رقیب                   | نتیجه رقیب               | رتبه  |
| ------------ | --------------- | ---------------------- | ---------------------- | ---------------------------- | ------------------------ | ----- |
| آتئینا بیلون | ۷۵ کیلوگرم زنان | کازووا (KAZ) · برد ۴–۱ | ووجچیک (POL) · برد ۳–۲ | سیندی نگامبا (EOR) · برد ۴–۱ | لی چیان (CHN) · باخت ۱–۴ | 2     |

## دوچرخه سواری

### جاده
یک دوچرخه سوار مرد موفق شد تا بر اساس کسب جایگاه ویژه اختصاص یافته و رنکینگ جهانی، به این مسابقات راه یافت. او در مسابقات توانست به عنوان نفر ۶۷ از خط پایان عبور کند.
| ورزشکار           | رویداد           | زمان    | رتبه |
| ----------------- | ---------------- | ------- | ---- |
| فرانکلین آرشیبالد | رقابت جاده مردان | ۶:۳۹:۲۷ | ۶۷   |

## ژیمناستیک

### هنری
برای نخستین بار از المپیک ۲۰۱۶، یک ژیمناست پانامایی در این رشته ورزشی حاضر بود.
هیلاری هرون با توجه به کسب نتیجه لازم در مسابقات جهانی این رشته در سال ۲۰۲۳ در آنتورپ بلژیک، در المپیک حاضر بود.
زنان
| ورزشکار     | رویداد   | مقدماتی | مقدماتی | مقدماتی | مقدماتی | مقدماتی | مقدماتی | فینال     | فینال     | فینال     | فینال     | فینال     | فینال     |
| ورزشکار     | رویداد   | دستگاه  | دستگاه  | دستگاه  | دستگاه  | مجموع   | رتبه    | دستگاه    | دستگاه    | دستگاه    | دستگاه    | مجموع     | رتبه      |
| ورزشکار     | رویداد   | خ       | پ‌ن      | چ‌م      | ز       | مجموع   | رتبه    | خ         | پ‌ن        | چ‌م        | ز         | مجموع     | رتبه      |
| ----------- | -------- | ------- | ------- | ------- | ------- | ------- | ------- | --------- | --------- | --------- | --------- | --------- | --------- |
| هیلاری هرون | همه‌جانبه | ۱۳٫۶۵۰  | ۱۱٫۷۶۶  | ۱۲٫۱۶۶  | ۱۳٫۰۳۳  | ۵۰٫۷۶۵  | ۴۴      | راه نیافت | راه نیافت | راه نیافت | راه نیافت | راه نیافت | راه نیافت |

## جودو
یک جودوکار زن پانامایی در وزن ۵۷ کیلوگرم سهمیه حضور در این مسابقات را بر اساس اختصاص جایگاه ویژه در المپیک حاضر بود. کریستین جیمنز در دومین بازی خود مغلوب شد و از رسیدن به مدال بازماند.
| ورزشکار       | رویداد          | یک سی و دوم             | یک شانزدهم               | یک چهارم نهایی | نیمه‌نهایی  | رپشاژ      | فینال / م‌ب | فینال / م‌ب |
| ورزشکار       | رویداد          | نتیجه رقیب              | نتیجه رقیب               | نتیجه رقیب     | نتیجه رقیب | نتیجه رقیب | نتیجه رقیب | رتبه       |
| ------------- | --------------- | ----------------------- | ------------------------ | -------------- | ---------- | ---------- | ---------- | ---------- |
| کریستین جیمنز | ۵۷ کیلوگرم زنان | داهوک (EOR) · برد ۱۰–۰۰ | دگوچی (CAN) · باخت ۰۰–۱۰ | راه نیافت      | راه نیافت  | راه نیافت  | راه نیافت  | راه نیافت  |

## شنا
دو شناگر پانامایی (یک مرد و یک زن) در این دوره از المپیک حاضر بودند. هردوی آنها در مراحل مقدماتی حذف شدند.
| ورزشکار          | رویداد                | مقدماتی | مقدماتی | نیمه‌نهایی | نیمه‌نهایی | فینال     | فینال     |
| ورزشکار          | رویداد                | زمان    | رتبه    | زمان      | رتبه      | زمان      | رتبه      |
| ---------------- | --------------------- | ------- | ------- | --------- | --------- | --------- | --------- |
| تایلر کریستیانسن | ۲۰۰ متر قورباغه مردان | ۲:۱۵٫۶۲ | ۲۲      | راه نیافت | راه نیافت | راه نیافت | راه نیافت |
| امیلی سانتوس     | ۱۰۰ متر قورباغه زنان  | ۱:۰۹٫۹۴ | ۳۰      | راه نیافت | راه نیافت | راه نیافت | راه نیافت |